# Sipia berlepschi
A Sipia berlepschi a madarak (Aves) osztályának verébalakúak (Passeriformes) rendjébe és a hangyászmadárfélék (Thamnophilidae) családjába tartozó faj.

## Rendszerezése
A fajt Ernst Hartert német ornitológus írta le 1898-ban, a Pyriglena nembe Pyriglena berlepschi néven. Egyes szervezetek a Myrmeciza nembe sorolják Myrmeciza berlepschi néven.

## Előfordulása
Az Dél-Amerika északnyugati részének partvidékén, Ecuador és Kolumbia területén honos. Természetes élőhelyei a szubtrópusi és trópusi síkvidéki esőerdők. Állandó nem vonuló faj.

## Megjelenése
Átlagos testhossza 15 centiméter.

## Életmódja
Rovarokkal és más ízeltlábúakkal táplálkozik.

## Természetvédelmi helyzete
Az elterjedési területe nagy, egyedszáma pedig stabil. A Természetvédelmi Világszövetség Vörös listáján nem fenyegetett fajként szerepel.